# Enerjodar
Enerjodar (en ucraniano: Енергодар, romanizado: Enerhodar, lit. 'don de la energía'; en ruso: Энергодар) es una ciudad ucraniana perteneciente al óblast de Zaporiyia. Situada en el sur del país, forma parte del raión de Vasilivka y es centro del municipio (hromada) de Enerjodar. 
La ciudad está ocupada por Rusia desde el 7 de marzo de 2022 en el marco de la invasión rusa de Ucrania de 2022.

## Geografía
Enerjodar está situada en la orilla izquierda del río Dniéper, cerca del embalse de Kajovka (y en frente de Nikópol y Chervonogrigórivka), a 52 km al sudoeste de Zaporiyia. 

## Historia
Enerjodar se fundó el 12 de junio de 1970 para servir a la central nuclear de Zaporiyia, que se encuentra en territorio de la ciudad, lo que la convierte en una de las ciudades más jóvenes de Ucrania. La central nuclear se construyó allí en la década de 1980: la construcción del edificio comenzó en 1980 y el primer reactor empezó a funcionar en 1985. Ese mismo año Enerjodar obtuvo el estatus de ciudad. Paralelamente a la construcción de instalaciones industriales, se enriqueció la infraestructura de la ciudad. Los bloques residenciales crecieron rápidamente, anualmente más de mil familias recibieron las llaves de nuevos apartamentos.
En 1991, la ciudad pasó a formar parte de la Ucrania independiente.
En mayo de 2004, en las inmediaciones de la central ardió varios días sin control un depósito de armas del Ejército Rojo, saliendo varios pequeños misiles en diversas direcciones y poniendo en grave peligro a la población.
El 28 de febrero de 2022, durante la invasión rusa de Ucrania, las fuerzas rusas iniciaron el sitio de Enerjodar con el objetivo de tomar la ciudad. Ese mismo día, Rusia afirmó haber capturado la ciudad y la planta de energía nuclear pero el alcalde de Enerjodar, Dmitro Orlov, negó la afirmación. Los civiles construyeron una gran barricada de sacos de arena y vehículos en el camino a la planta de energía nuclear en un intento de obstaculizar el avance de las tropas rusas. La administración militar ucraniana para el sureste confirmó el 7 de marzo que Enerjodar había sido ocupada por fuerzas rusas. Desde Enerjodar, las tropas rusas están bombardeando la ciudad de Nikópol, en el lado del río Dniéper controlado por Ucrania.En abril, se reportaron protestas contra la ocupación en la ciudad. El 19 de octubre de 2022 por la noche, Enerjodar fue bombardeada y, como resultado del bombardeo, el edificio del comité ejecutivo del ayuntamiento de Enerjodar y una de las subestaciones de la ciudad resultaron dañadas.

## Demografía
La evolución de la población de Enerjodar entre 1979 y 2022 fue la siguiente:
| 14 043                                                        | 47 100 | 56 242 | 54 689 | 54 484 | 54 708 | 54 481 | 54 281 | 53 567 | 52 237 |
| (Fuente: Cities & Towns of Ukraine y UKRAINE: Größere Städte) |        |        |        |        |        |        |        |        |        |

Según el censo de 2001, el 57,1% de la población son ucranianos, el 39,8% son rusos y el resto de minorías son principalmente bielorrusos (0,8%). En cuanto al idioma, la lengua materna de la mayoría de los habitantes, el 61,69%, es el ruso; del 37,81% es el ucraniano.

## Economía
Su principal industria es la generación de electricidad, en una central térmica de carbón y en una gran central nuclear.
En Enerjodar se encuentra la central nuclear de Zaporiyia, la mayor de Europa, que produce 6000 megavatios. Unos 11.000 de los más de 50.000 habitantes de la ciudad trabajan en la central nuclear. El inicio del complejo energético fue la construcción de 4 bloques con capacidad de 300 mil kW cada uno de la 1ª fase y 3 bloques con capacidad de 800 mil kW de la 2ª fase. La central nuclear de estuvo en construcción durante 8 años: en agosto de 1989, se lanzó la quinta unidad de energía. Después de un largo paréntesis, en 1993, se completó el sexto.
La central térmica de Zaporiyia es una gran central térmica construida entre 1971 y 1972, que cuenta con una chimenea de 320 m de alto, una de las estructuras autosostenidas más altas de Ucrania.
Otras instalaciones son la línea eléctrica Dniéper-Enerjodar, que son dos líneas eléctricas que cruzan el embalse de Kajovka en el Dniéper. La primera, construida en 1977, conecta la estación térmica de Zaporiyia con siete pilones y la segunda, construida en 1984, es una línea de 750 kV para transportar la electricidad desde la central nuclear de Zaporiyia.

## Infraestructura

### Transporte
La carretera regional P37 a Vasílivka comienza en Enerjodar y está conectada por un ramal a la línea ferroviaria Sebastopol-Zaporiyia. La ciudad también tiene un puerto fluvial y una estación de autobuses.

## Cultura

### Arte
El festival internacional de teatro "Buen Teatro" se lleva a cabo en Enerjodar. Desde mayo de 1992, una vez cada dos años se realiza uno de los eventos más brillantes que tiene lugar en la ciudad. Durante la existencia del festival, teatros de Rumania, Alemania, Suiza, Rusia, Letonia, Bielorrusia y Ucrania visitaron el escenario del teatro "Svemenzijn", la base principal del festival.

## Personas ilustres
- Volodímir Sidorenko (1976): boxeador olímpico ucraniano que ganó una medalla de bronce en Sídney 2000.
- Liudmila Babak (1997): deportista ucraniana que compite en piragüismo en las modalidades de aguas tranquilas y maratón.

## Galería

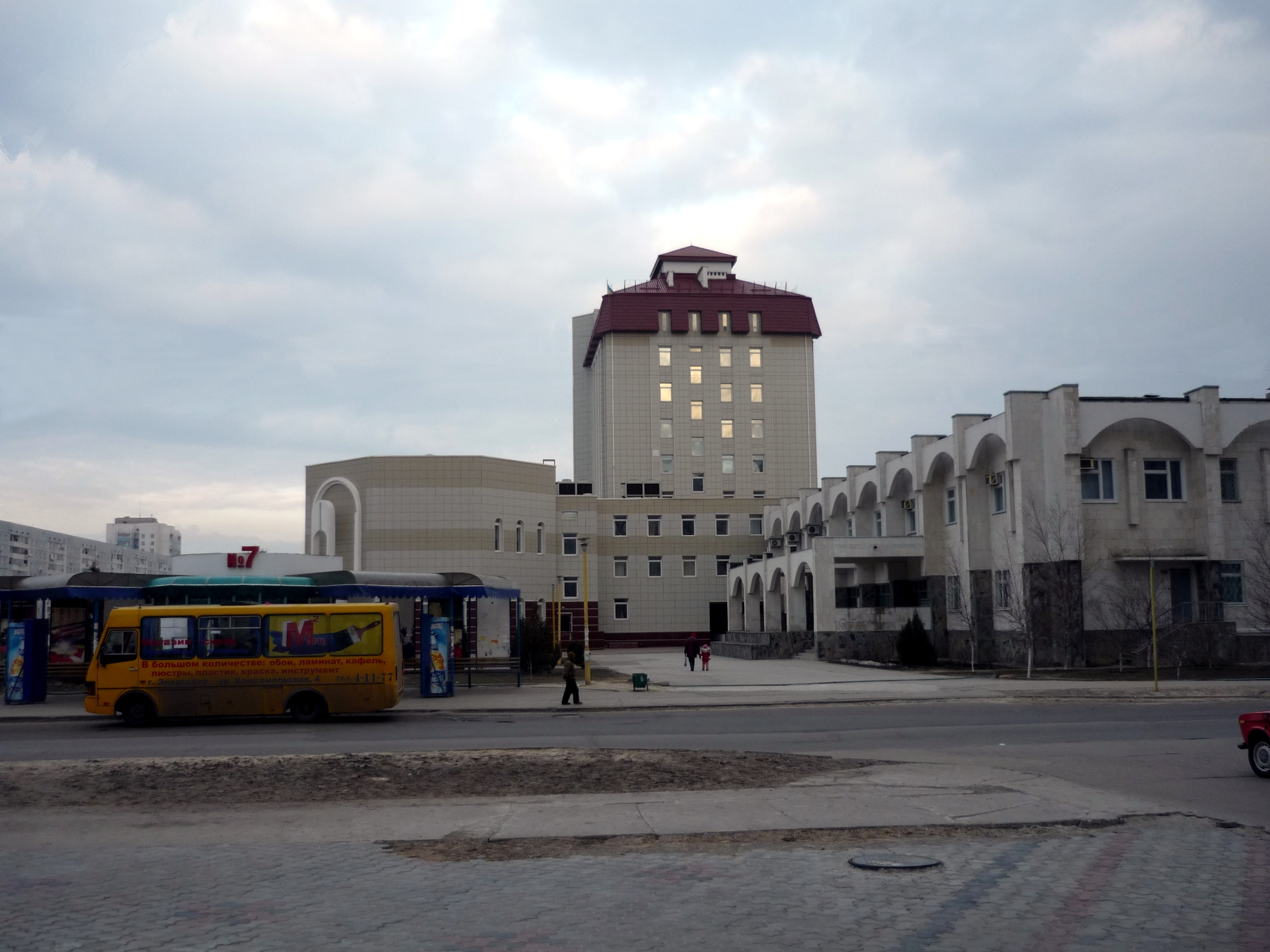
Ayuntamiento de Energodar
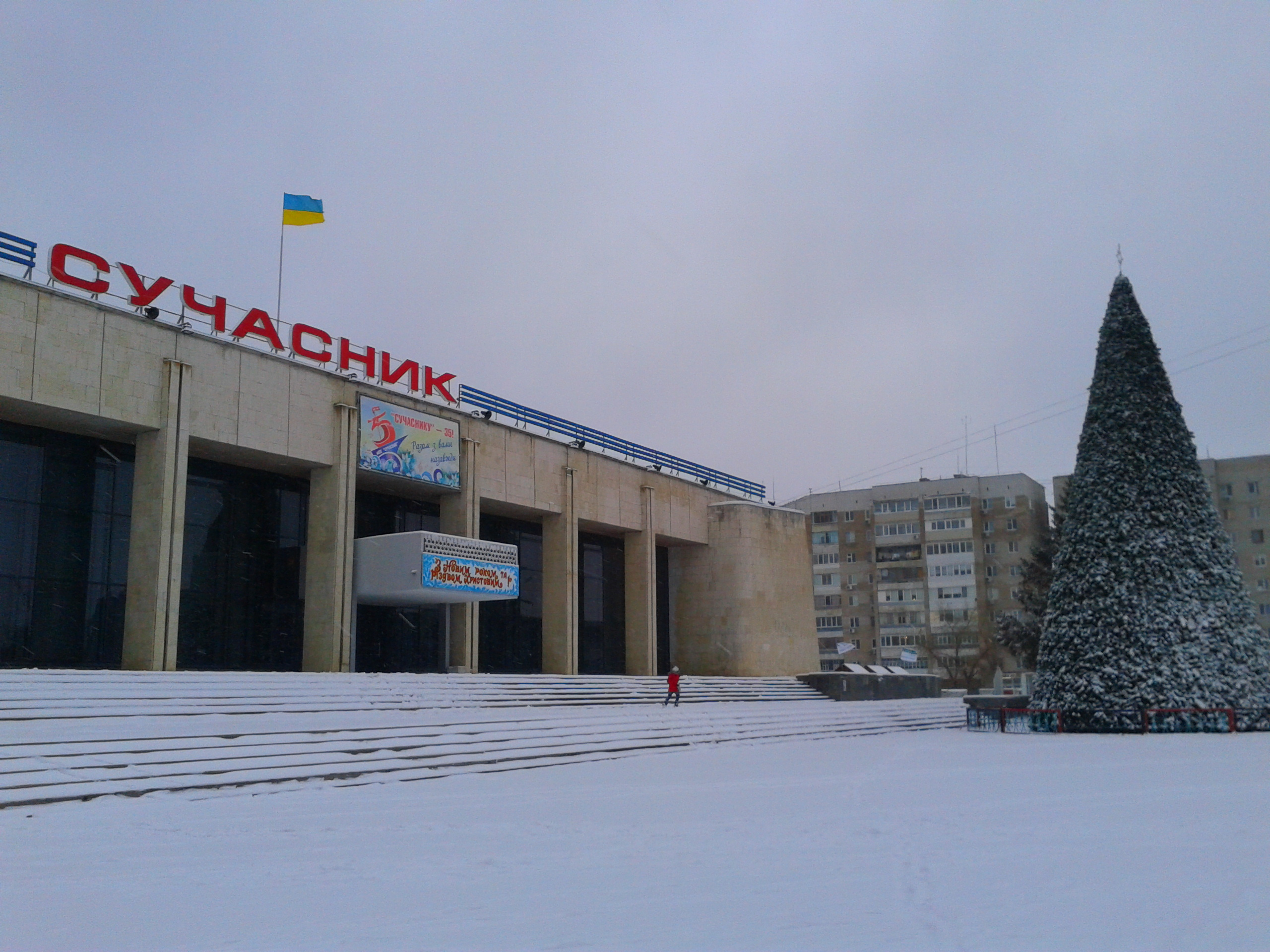
Palacio de la cultura Suchasnik
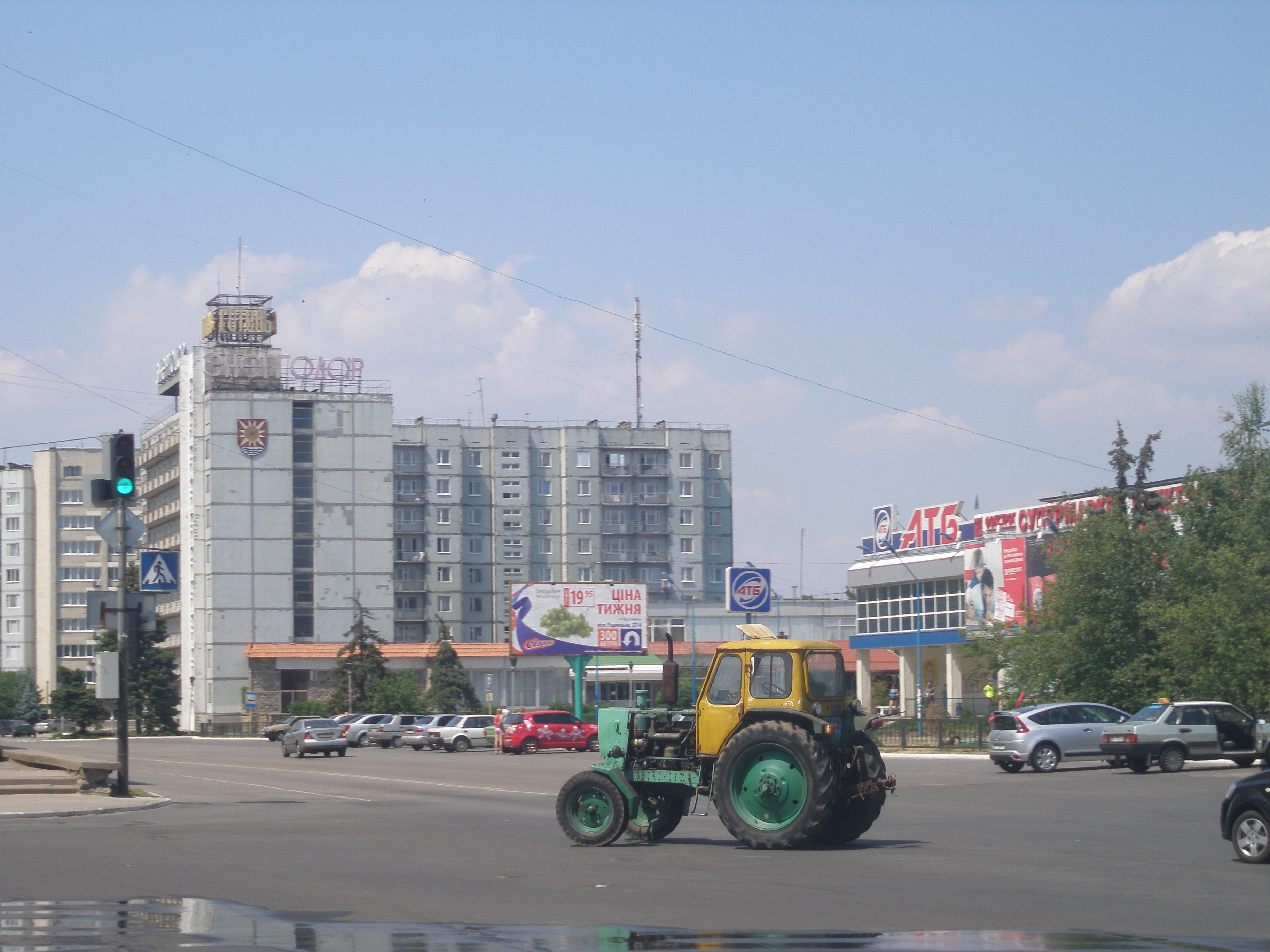
Hotel Energodar
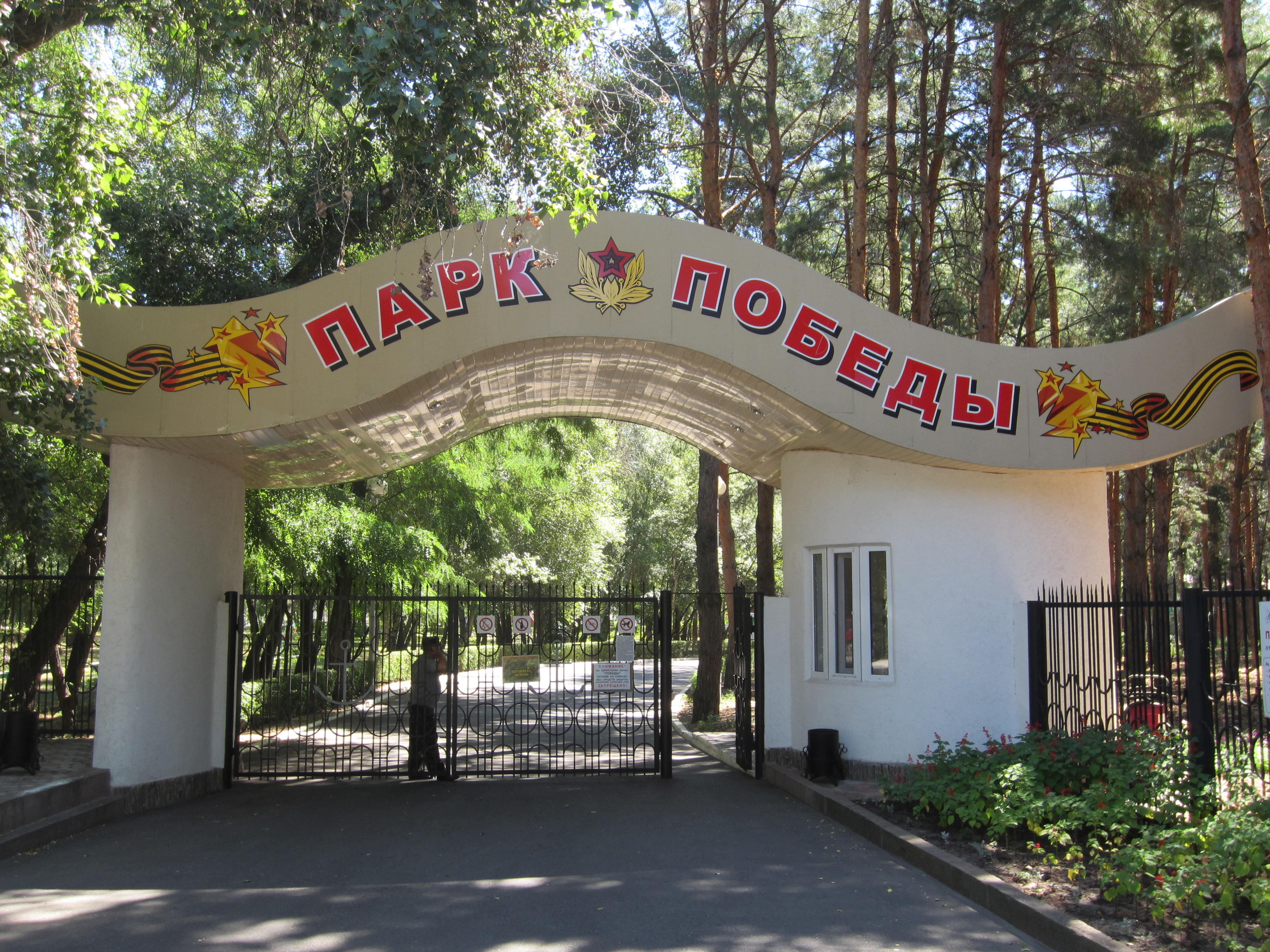
Parque de la victoria de Energodar
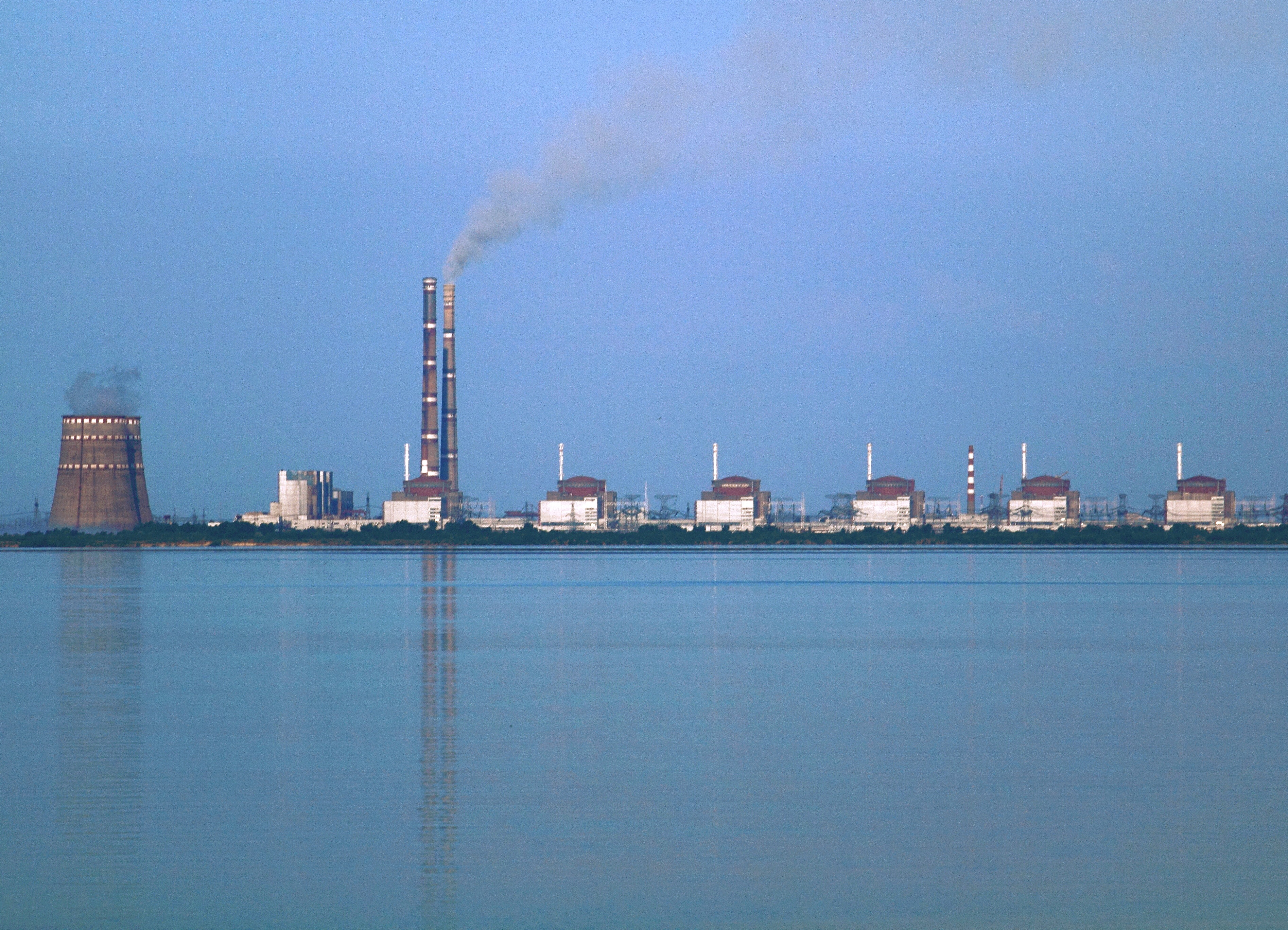
Central nuclear de Zaporiyia